# San Antonio Spurs 2009-2010
La stagione 2009-10 dei San Antonio Spurs fu la 34ª nella NBA per la franchigia.
I San Antonio Spurs arrivarono secondi nella Southwest Division della Western Conference con un record di 50-32. Nei play-off vinsero il primo turno con i Dallas Mavericks (4-2), perdendo poi la semifinale di conference con i Phoenix Suns (4-0).

## Classifica
Southwest Division
|  |    |                       | G  | V  | P  | %    | GB |
|  | -- | --------------------- | -- | -- | -- | ---- | -- |
|  | 1. | Dallas Mavericks (2)  | 82 | 55 | 27 | 67,1 | -  |
|  | 2. | San Antonio Spurs (7) | 82 | 50 | 32 | 61,0 | 5  |
|  | 3. | Houston Rockets       | 82 | 42 | 40 | 51,2 | 13 |
|  | 4. | Memphis Grizzlies     | 82 | 40 | 42 | 48,8 | 15 |
|  | 5. | N.O. Hornets          | 82 | 37 | 45 | 45,1 | 18 |

## Roster
| N° | Naz.                   | Ruolo | Sportivo          | Anno | Alt. | Peso |
| -- | ---------------------- | ----- | ----------------- | ---- | ---- | ---- |
| 1  | Stati Uniti (bandiera) | G     | Malik Hairston    | 1987 | 198  | 100  |
| 2  | Stati Uniti (bandiera) | G     | Garrett Temple    | 1986 | 198  | 86   |
| 3  | Stati Uniti (bandiera) | G     | George Hill       | 1986 | 188  | 82   |
| 4  | Stati Uniti (bandiera) | GA    | Michael Finley    | 1973 | 201  | 98   |
| 8  | Stati Uniti (bandiera) | G     | Roger Mason       | 1980 | 196  | 91   |
| 9  | Francia (bandiera)     | G     | Tony Parker       | 1982 | 188  | 82   |
| 10 | Stati Uniti (bandiera) | GA    | Keith Bogans      | 1980 | 196  | 98   |
| 11 | Stati Uniti (bandiera) | G     | Cedric Jackson    | 1986 | 191  | 87   |
| 15 | Stati Uniti (bandiera) | A     | Matt Bonner       | 1980 | 208  | 109  |
| 20 | Argentina (bandiera)   | G     | Emanuel Ginóbili  | 1977 | 198  | 95   |
| 21 | Stati Uniti (bandiera) | AC    | Tim Duncan        | 1976 | 211  | 112  |
| 22 | Stati Uniti (bandiera) | A     | Marcus Haislip    | 1986 | 211  | 104  |
| 24 | Stati Uniti (bandiera) | A     | Richard Jefferson | 1980 | 201  | 101  |
| 28 | Francia (bandiera)     | C     | Ian Mahinmi       | 1986 | 211  | 104  |
| 34 | Stati Uniti (bandiera) | AC    | Antonio McDyess   | 1974 | 206  | 100  |
| 42 | Stati Uniti (bandiera) | AC    | Theo Ratliff      | 1973 | 208  | 102  |
| 45 | Stati Uniti (bandiera) | A     | DeJuan Blair      | 1989 | 201  | 120  |

## Staff tecnico
- Allenatore: Gregg Popovich
- Vice-allenatori: Mike Budenholzer, Don Newman, Brett Brown, Chip Engelland, Chad Forcier
- Preparatore fisico: Mike Brungardt
- Preparatore atletico: Will Sevening
- Assistente preparatore: Chad Bergman